# 7 дни ТВ
„7 дни ТВ“ е бивш български телевизионен канал, който започва излъчването си на 6 март 1995 г. в София. Каналът е част от медийната група на Юнайтед Медия, част от която е и Радио 7 дни. През 90-те години е собственост на бизнесмена Георги Агафонов. През първите няколко месеца телевизията излъчва единствено мексиканския сериал от есента на 1979 г. „Богатите също плачат“ от телевизионната кула на Алея Яворов, след което започва излъчване от студиен комплекс в ж.к. „Изгрев“, в сградата на Радио „7 дни ТВ“. Години наред всички филми, сериали, предавания и видеоматериали се излъчват от видеокасети, формат VHS и S-VHS. В телевизия „7 дни ТВ“ като водещи са работели доста популярни лица, сред които Мариана Маринова, Боби Цанков, Николай Колев, Лили Големинова, Кристина Белчева, Георги Агафонов, Велизар Енчев, Величко Скорчев, Лора Скорчева и други. Именно тук, макар и като външна продукция, Слави Трифонов е водещ на предаването си Хъшове, което бива свалено след многобройните нападки на водещия към тогавашната политическа власт на България. Николай Колев е водещ на сутрешния блок на медията, а Мариана Маринова – на токшоуто Шоколад. Телевизия „7 дни ТВ“ получава безброй актове от СЕМ заради измамни игри, от които печелившите зрители не получават и стотинка. Именно Боби Цанков е водещ на повечето такива игри.
На 31 март 2003 г. в ефира на „7 дни ТВ“ стартира превърналото се впоследствие в емблематично предаване “Господари на ефира“, което трае само до 6 юни 2003 г., а през есента се премества в Нова Телевизия, където прекарва повечето от следващите 15 години. Още от старта си 7 дни се излъчва ефирно в град София, но на 22 август 2007 г. каналът прекратява ефирното си излъчване. През есента на 2008 и пролетта на 2009 г. за период от няколко месеца 7 дни ТВ на няколко пъти прекъсва излъчването си. През лятото на 2009 г. каналът окончателно е закрит.

## Предавания
- Господари на ефира
- Хъшове
- Кой е по-по-най?
- Закуска в 7:00
- Будилник
- ТВ утрин
- ТВ вечер
- Студио Здраве
- Време за готвене
- „И още нещо“ с водещ Николай Колев
- „Днес“ с водещ Велизар Енчев
- Парламентарен контрол
- „Най-хубавото нещо“ с водещ Кристина Белчева
- 111 000 квадратни километра
- Архитектурен салон
- Архиктектурен магазин
- Шарен свят
- Вярно или не
- Пощальони на живота
- „Предизвикателства“ с водещ Даниела Наумова
- Психологически портрет
- В света на любопитното
- „В кухнята“ с Жужа
- „Салон на изкуствата“ с водещ Лили Големинова
- Седмичен наблюдател
- Синдикално студио
- Салтомортале
- Свободен прием
- Свежи идеи
- Събития
- Супертелемаркет
- Деир
- „Директно“ с водещ Григор Лилов
- „Обнова“ с водещ проф. Румен Вълчев
- „Жар, жар“ с водещ Христо Христов
- Ченге под наем
- Гласът на народа
- Голямото семейство
- „Цайтнот“ с Дияна Тушева
- „Чаровната диктаторка“ с водещ Любомир Стойков
- Форум българска мода
- „Вашата телевизия“ с водещ Петко Тодоров
- Въпреки че...
- С цвят на нощ
- „Седем дни от света“ с водещ Николай Конакчиев
- Бизнесът днес[2]
- Училище за родители
- За да я има България
- „Защо?“ с водещ проф. Найден Петров
- Зелен свят
- „В градината“ с водещ Мариана Викторова
- Търговска витрина
- Клуб „7 дни“
- „7 дни кино“ с водещ Красимир Палахански
- ТВ „Вяра“ гостува на „7 дни“
- Power mix
- БГ община
- Безвремие
- Играта за колата
- Имало едно време
- И билките помагат
- „Музикален спектър“ с водещ Антонина Стойнова
- „Шоколад“ с водещ Мариана Маринова
- Шоуто на нощта
- Шарената черга
- Пламъци
- Зелена зона
- Другото мнение
- Джем
- Джема и приятели
- Друмник
- „Добра среща“ с водещ Лора Скорчева
- Бебешки свят
- Бегстейдж
- Арена
- Агрофорум
- В търсене на истината
- Хип-хоп ТВ
- Киноспектър
- Кречетало
- „Книги и хора“ с водещ Анго Боянов
- „Мостове с водещ“ с водеща Магдалена Манолова
- Нищо подобно
- Нашенци
- На гости
- На улицата
- Историята
- Вечерен експрес
- „Внимание! Високо напрежение“ с водещ Моника Гаджанова
- „Седем дни смут“ с водещ Борислав Джамджиев
- Седмите дни на „7 дни“
- Спектър 7
- Светът на домашните любимци
- Спомен за България
- 100% газ спирачки
- Музикална палитра
- „Оръжия и хора“ с водещ Васил Ив. Васев
- Обедник
- Късчета сребро
- Кънтри роуд
- Клуб „Русия“
- Клип 5
- Утрин
- Усмивките на Венци
- „Диалози“ с водещ Стойчо Керев
- Бяло, зелено, червено
- Равнобудник
- Романо дуняс
- Съботник
- Столица
- Спектър
- Студио 7
- Седем дни факти
- Седем дни спорт-плюс
- Салон на изкуствата
- Сладко и солено
- „По обед“ с водещ Гергана Димова
- Полезен калейдоскоп
- Под капака
- Пумпал
- „Парад“ с водещ Илиана Беновска
- Нощен магазин
- Науката в служба на живота
- „Акценти“ с водещ Иван Гайтанджиев
- Авинеца ви съветва
- Светът на колела
- София блиц
- Флекси
- Хайде на бас
- 7 минути в бизнеса
- „7 дни“ с водещ Светослава Тадаръкова
- 7 и...
- Хората по...
- Фолк плюс
- Грим
- Риск и разум
- На дузпата
- Късчета сребро
- Такси
- ТТ магазин
- Телекръстословица
- „Тя“ с водещ Нели Топалова
- Часът на Шкумбата
- Часът на Форд
- „Честито“ с водещ Кристина Белчева
- Кулинарен тв шоп „Сирена“
- Виделина
- Квартал
- Колела
- Цар или шут
- Звезди по изгрев слънце
- Хубава жена в Аванс